# امریکن زوتروپ
امریکن زوتروپ به (انگلیسی: American Zoetrope) یک شرکت خصوصی تولید فیلم آمریکایی است مستقر در سان فرانسیسکو، کالیفرنیا که توسط فرانسیس فورد کوپولا و جرج لوکاس تأسیس شده است.

## فیلم‌ها
- فریب‌خورده (فیلم ۲۰۱۷)
- پاریس می‌تواند منتظر بماند (فیلم)
- پالو آلتو (فیلم ۲۰۱۳)
- حلقه بلینگ
- در جاده (فیلم)
- تویکست
- یک جایی
- تترو
- جوانی بدون جوانی (فیلم)
- ماری آنتوانت (فیلم ۲۰۰۶)
- چوپان خوب (فیلم)
- کینزی (فیلم)
- گمشده در ترجمه
- مترسک‌های ترسناک ۲
- کدو تنبل (فیلم)
- مترسک‌های ترسناک (فیلم ۲۰۰۱)
- چنین چیزی نیست (فیلم)
- خودکشی باکره‌ها (فیلم)
- اسلیپی هالو (فیلم)
- دلال بیمه (فیلم ۱۹۹۷)
- جک (فیلم ۱۹۹۶)
- خانواده من (فیلم)
- فرانکنشتاین (فیلم ۱۹۹۴)
- دون خوان دی‌مارکو
- باغ مخفی (فیلم ۱۹۹۳)
- دراکولای برام استوکر
- باد (فیلم ۱۹۹۲)
- پدرخوانده: قسمت سوم
- تاکر: مردی در رویاهای خود
- بارفلای (فیلم)
- پگی سو ازدواج کرد
- میشیما: یک زندگی در چهار بخش
- انجمن پنبه
- بیگانگان (فیلم ۱۹۸۳)
- ماهی جنگی
- کویانیس کاتسی: زندگی بدون توازن
- یکی از قلب
- پارسیفال (فیلم ۱۹۸۲)
- کاگه‌موشا
- اسب سیاه (فیلم ۱۹۷۹)
- اینک آخرالزمان
- مکالمه (فیلم)
- پدرخوانده: قسمت دوم
- پدرخوانده
- دیوارنویسی آمریکایی
- تی‌اچ‌اکس ۱۱۳۸
- مردمان باران
- مردمان باران[۱]